# Argomuellera basicordata
Argomuellera basicordata är en törelväxtart som beskrevs av Albert Peter och Radcl.-sm.. Argomuellera basicordata ingår i släktet Argomuellera och familjen törelväxter. Inga underarter finns listade i Catalogue of Life.